# Суханов, Николай Евгеньевич
Николай Евгеньевич Суханов (24 октября 1851, Рига — 19 марта 1882, Кронштадт) — русский революционер-народоволец, лейтенант Российского императорского флота.

## Биография
Николай Суханов родился в Риге в дворянской семье. Его отец был врачом.
В 1872 году Суханов окончил Петербургское морское училище. Получил чин лейтенанта флота.

## Революционная деятельность
В 1871—1872 годах участвовал в «тайном революционном обществе» моряков, арестован в феврале 1872 года, но из-за недостатка улик освобожден.
Осенью 1879 года стал членом Исполнительного комитета «Народной воли», возглавлял её Военную организацию. Участвовал в подготовке покушений на Александра II. 28 апреля 1881 года Николай Суханов был арестован в Петербурге в квартире на Николаевской улице, дом 11, где он жил с сестрой и маленьким племянником. Это произошло через три дня после подписания приказа о назначении Суханова с повышением по службе минным офицером на броненосный фрегат «Адмирал Чичагов»: жандармы не поставили в известность морское начальство о своих подозрениях вплоть до самого ареста.
На «Процессе двадцати» приговорен к смертной казни через повешение. Он подал прошение о смягчении наказания. Девяти другим народовольцам, приговоренным к повешению, казнь была заменена бессрочной каторгой. Только Суханов, как офицер, изменивший присяге, не был помилован. Повешение было заменено расстрелом.

Я никогда бы не стал террористом, если бы самые условия русской жизни не вынудили меня к этому. Ненормальное положение народа, доведённого тяжкими поборами до самого ужасного состояния, фактическая недоступность для него образования, бесправие слабых привели меня к мысли, что так жить далее невозможно, что такой порядок вещей должен быть изменён.— Из речи Николая Суханова на суде
Николай Суханов был расстрелян 19 марта 1882 года в Кронштадте. Расстрельной командой руководил контр-адмирал Крузенштерн Ф. К., командир 1-го флотского экипажа, в котором служил Суханов. Приговор приводили в исполнение нижние чины из того же экипажа.